# ماتياس إيبانيز
ماتياس إيبانيز (بالإسبانية: Matías Ibáñez)‏ هو لاعب كرة قدم أرجنتيني، ولد في 16 ديسمبر 1986 في بوينس آيرس في الأرجنتين. لعب مع أوليمبو ونادي إيبار ونادي سان لورينزو ونادي لانوس.

## وصلات خارجية
- ماتياس إيبانيز على موقع إي إس بي إن إف سي (الإنجليزية)
- ماتياس إيبانيز على موقع قاعدة بيانات كرة القدم.إي يو (الإنجليزية)
- ماتياس إيبانيز على موقع Soccerway.com (الإنجليزية)
- ماتياس إيبانيز على موقع AS.com (الإسبانية)